# Temporada de furacões no oceano Atlântico de 2013
A Temporada de furacões no oceano Atlântico de 2013 foi um evento no ciclo anual de formação de ciclones tropicais. A temporada oficialmente iniciou no sábado 1 de junho e finalizou a 30 de novembro de 2013. Foi a terça mais tranquila nos últimos 19 anos, desde 1994. Só treze tempestades se formaram na bacia do Atlântico; a primeira tempestade da temporada foi Andrea, que se formou a 5 de junho, e foi a única tempestade nomeada a tocar terra nos Estados Unidos. A formação de um furacão ocorreu até 11 de setembro, com a intensificação de Humberto à categoria um de furacão na Escala de Saffir-Simpson. Depois seguiu o furacão Ingrid que junto com o tempestade tropical Manuel causaram intensas chuvas em todos os estados do centro do México; estes furacões nunca chegaram a atingir a categoria três. Apesar que o número de tempestades nomeadas foram sobre a média, o número de furacões e furacões maiores a categoria três foram abaixo da média de seis e três respectivamente.
A maior parte das agências meteorológias previram uma temporada sobre a média. A 10 de abril, a Universidade Estadual do Colorado previa 18 tempestades tropicais, 9 furacões e 4 maiores a categoria três. A 23 de maio, a NOAA previa uma faixa entre 13 e 20 tempestades, entre 7 e 11 furacões e entre 3 e 6 furacões maiores. Devido à atividade mínima da temporada, ambas agências diminuíram as suas previsões em agosto; a CSU previa 18 tempestades nomeadas, 8 furacões e 3 maiores, enquanto a NOAA previa entre 13 e 19 tempestades nomeadas, 6 e 9 furacões e entre 3 e 5 maiores. Apesar das revisões constantes, a atividade ciclónica permaneceu muito baixa às suas previsões, com 13 tempestades, 2 furacões e nenhum maior a categoria três. A 29 de novembro, o Dr. Phil Klotzbach da CSU afirmou que "(Dr. Gray e Eu) estivemos a fazer estes previsões à 30 anos e isso é, provavelmente, a maior revisão de previsão que temos tido, obviamente, isso não é, obviamente, uma grande sensação." O Dr. Jeff Masters de Weather Underground afirmou que o ar seco proveniente do Saara e do nordeste do Brasil poderiam ter inhibido a ciclogêneses tropical. Durante a temporada, a NOAA e a Força Aérea dos Estados Unidos fizeram um total de 45 voos de reconhecimento sobre a bacia do Atlântico, totalizando 435 horas; este foi o número horas de voos mais baixo desde a temporada de 1966. Apesar das previsões elevadas, Brian McNoldy da Universidade de Miami afirmou que tinha muitas razões que explicavam o engano da NOAA nas suas previsões.

## Previsões
As previsões da atividade ciclónica são emitidos antes de cada temporada pelos experientes Philip J. Klotzbach, William M. Gray e sócios na Universidade Estadual do Colorado - CSU e por separado os meteorólogos da NOAA.
A equipa de Klotzbach (anteriormente liderado por Gray) definiu a média do número de tempestades por temporada (1981 a 2010) de 12,1 tempestades tropicais, 6,4 furacões, 2,7 furacões maiores ou iguais à categoria três na Escala de Saffir-Simpson e o índice ACE. A NOAA define uma temporada acima do normal, quase normal ou por abaixo do normal, por uma combinação do número de tempestades nomeadas, o número em atingir força de furacão, o número em atingir força de furacão maior e as do índice ACE. Espera-se que durante o outubro-novembro,os furacões sejam mais frequentes.

### Previsões pré-temporada
Em 5 de dezembro de 2012, a Tropical Storm Risk, um consórcio público formado por experientes em segurança, manejo de riscos e previsão climática estacional da University College London, emitiu uma faixa prolongada de previsões que previam uma temporada de furacões acima da média. No seu relatório, a TSR assinalou que a atividade de ciclones tropicais poderia ser de 15,4 (±4,3) tempestades nomeadas, 7,7 (±2,9) furacões, 3,4 (±1,6) furacões maiores, e um índice ACE acumulado de 134, citando o previsão de força de vento menor que a média e mais quente que a média de temperatura superficial do mar. Quando nenhum valor se colocou no número estimado de recaídas durante a temporada, a TSR declarou que se espera que o índice ACE em recaídas seja maior que a média.
Enquanto, a 8 de abril o Weather Services International (WSI) emitiu a sua primeira previsão para esta temporada de furacões. No seu relatório, a organização previa 16 tempestades nomeadas, 9 furacões e 5 furacões maiores a categoria três, tomando como referência a temperatura de toda a região do Atlântico que será acima da média. O previsão principal incertamente envolveu o El Niño que estaria a influir ou não à intensidade dos ciclones que desenvolver-se-ão na temporada. a 10 de abril, a Universidade Estadual do Colorado (CSU) emitiu a sua primeira previsão para a temporada, chamando-o potencialmente hiperactivo com 18 tempestades, das quais 9 serão furacões e 4 atingirão a categoria três ou maior, com um índice de Energia ciclônica acumulada de 165.
Em 15 de maio, a United Kingdom Met Office (UKMO) previu uma temporada ligeiramente acima da média. Se previram 14 tempestades nomeadas com um 70% de probabilidades de que o número de tempestades tropicais seja entre 10 e 18, e 9 furacões com um 70% de probabilidades que seja entre 4 e 14. Também previram um índice de Energia ciclônica acumulada de 130 com um 70% de probabilidades que seja na faixa de 76 e 184.  a 23 de maio de 2013, a NOAA emitiu a sua primeira previsão de temporada no ano, iniciando um 70% de probabilidades de ter de 13 a 20 tempestades nomeadas, das quais de 7 a 11 converter-se-iam em furacões, incluindo de 3 a 6 furacões, maiores a categoria 3 na Escala de Saffir-Simpson. Os três factores principais que contribuiriam a uma temporada sobre a média e de atividade ciclônica hiperactiva estarão determinados por uma temperatura superficial do mar sobre a média no Atlântico, a ausência de El Niño no Pacífico e a continuidade de uma época activa desde 1995.

### Previsões em meados de temporada
Em 3 de junho, a Universidade Estadual do Colorado (CSU), emitiu a sua previsão actualizada da temporada de furacões, com 18 tempestades nomeadas, 9 furacões, e 4 furacões maiores a categoria três, com um índice ACE de 165 unidades. A organização afirmou que não era provável que o El Niño obstaculizara a atividade de ciclones tropicais do Atlântico, e se esperava que as temperaturas superficiais do mar fossem favoráveis para o desenvolvimento de tais. A Universidade afirmou que tinha um 72% de probabilidades de que ao menos um furacão intenso impacte em qualquer ponto da costa dos Estados Unidos, um 48% de probabilidade de que ao menos um ciclone impacte a costa leste dos Estados Unidos, e um 47% de probabilidades de que ao menos um furacão intenso impacte na costa do golfo do México; estes valores encontram-se sobre a média de 52%, 31% e 30% respectivamente.
No seguinte dia, a Tropical Storm Risk, emitiu a sua terceira previsão para a temporada do Atlântico de 2013, formando-se 16 tempestades nomeadas, 8 furacões e 4 maiores a categoria três com um ECA de 134 unidades. No entanto, um mês depois, a TSR baixou os seus números devido à previsão de uma temporada superficial do mar por abaixo ainda por cima da média. a 2 de agosto, a Universidade Estadual do Colorado emitiu outra actualização para a temporada. Apesar de baixar os números como resultado da atividade anómala do Atlântico, a organização assegurou que tinha uma probabilidade alta de que vários ciclones tropicais tocassem terra nos Estados Unidos e as Caraíbas. Finalmente, a 8 de agosto a NOAA emitiu a sua segunda e último previsão da temporada, predizendo entre 13 a 16 tempestades nomeadas, 6-9 furacões e entre 3-5 furacões maiores a categoria três. A agência afirmou uma frequência de ciclones tropicais acima da média ao oeste da África e uma temperatura acima da média no seu relatório.

## Sistemas

### Tempestade tropical Andrea
A princípios de junho, o Centro Nacional de Furacões (NHC, pelas suas siglas em inglês) começou a monitorar um área de perturbação no noroeste do Mar do Caribe. O sistema transladou-se para o norte, e pouco a pouco foi-se organizando, pese à forte cisalhamento do vento. Após que um avião de reconhecimento reportasse uma circulação fechada a 4 de junho, o Centro Nacional de Furacões iniciou avisos de tempestade tropical às 22:00 UTC Andrea, quando o seu centro se encontrava a uns 500 km ao sudoeste de Tampa, Flórida. Avisos e alertas foram emitidos para enfrentar este fenómeno. Pela manhã, Andrea atingiu o seu máximo pico de ventos de 95 km/h com rajádas mais fortes localizado a 355 quilómetros ao oeste-sudoeste de Tampa, Flórida. Horas mais tarde a força da tempestade começou a sentir-se ao longo da costa oeste da península da Flórida. O centro de Andrea tocou terra às 21:40 UTC (5:40 PM ET) no área do condado de Dixie, acompanhado de fortes chuvas e ventos intensos atingindo os 78 km/h em Cedar Key e 63 km/h em Brooksville. a 7 de junho às 21:00 UTC, Andrea converteu-se num ciclone postropical localizado na costa leste dos Estados Unidos a 160 quilómetros ao oeste-sudoeste da cidade de Norfolk, Virgínia.
Antes de converter num ciclone tropical, o precursor de Andrea deixou acumulações aproximadas de 12 polegadas de chuva na península de Iucatã. Em Cuba, a tempestade provocou inundações, especialmente na província de Pinar del Rio. Mais de 1.000 pessoas ficaram com as suas casas inundadas, especialmente no área do Rio Cuyaguateje. Um tornado também açoitou a área, danificando três casas. Na Flórida, a tempestade trouxe chuvas torrenciais em algumas áreas, causando inundações. Teve cinco tornados confirmados, dos quais o mais intenso açoitou a localidade de Loxahatchee Groves e destruiu redes elétricas e árvores causando danos severos aos tetos das casas; também se reportou um ferido. Uma morte indireta ocorreu por um acidente de trânsito em Virgínia.

### Tempestade tropical Barry
Uma onda tropical formou-se ao sair da Colômbia a 15 de junho, estava conformada por uma ampla área de chuvas e tempestades elétricas; os ventos de nível alto faziam mais conductivas a formação de um ciclone tropical. a 16 de junho pela tarde, já localizada ao oeste do Mar do Caribe paralelo à costa da Nicarágua, a onda tropical aumentou a sua atividade de chuvas e tempestades elétricas afectando à parte nordeste da Nicarágua e o leste das Honduras. Na N0icarágua, 14 bairros foram inundados e 8 pontes foram danificadas da cidade de Bilwi, na Región Autónoma del Atlántico Norte pelas mesmas precipitações que o distúrbio provocava; enquanto nas Honduras as chuvas torrenciais e ventos ciclônicos deixaram ao menos 60 casas destruídas afetando a 300 municípes de Limón, departamento de Colón. Na madrugada de 17 de junho a onda ampliou as suas bandas de nuvens mas ainda não mostrava sinais de circulação superficial, horas mais tarde as imagens de satélite evidenciaram uma circulação de baixo nível com uma convecção já localizada sobre o Golfo das Honduras. Às 15:00 UTC,  o Centro Nacional de Furacões informou que se tinha formado a Depressão tropical Dois  a 95 quilómetros ao leste de Monkey River Town,  Belize.
Às 0:00 UTC de 18 de junho o centro da depressão já tinha tocado terra sobre Belize, produzindo chuvas torrenciais sobre a Guatemala e Belize com acumulações entre 5 a 10 centímetros. estes causaram que vários rios se desbordaram. Em algumas áreas, as alcantarilhas se saturaram e ao menos 54 pessoas que viviam em Hope Creek foram evacuados para os refúgios.  No estado mexicano de Iucatã, as rajádas de ventos maiores a 77 km/h acompanhadas de chuvas torrenciais, derrubaram árvores e linhas de elétricas.  Mais de 26.000 residentes ficaram sem energia elétrica depois que um raio impactou sobre uma central elétrica causando um incêndio.  Já em terra, a depressão não se esperava nenhum fortalecimento. Na noite de 18 de junho, o sistema deslocou-se à costa, produzindo chuvas torrenciais e ventos ciclônicos. Apesar da sua estrutura, a NHC afirmou que se o sistema tivesse emergido para as águas da baía de Campeche, um redesenvolvimento e intensificação era provável. Enquanto isto ocorria, em El Salvador, as inundações provocadas pela então depressão arrastaram a seis meninos. Duas pessoas resultaram feridas por causa do impacto de um raio.  Ao meio dia de 19 de junho, a depressão converteu-se na Tempestade tropical Barry, ainda que só sua mínima intensificação era esperado devido que a tempestade estava próxima a terra.  Entre as 12:00 e as 13:00 UTC de 20 de junho, Barry tocou terra ao norte do estado de Veracruz, México com ventos máximos sustentados de 75 km/h. Às 21:00 UTC, Barry degradou-se a depressão tropical localizado a 165 quilómetros ao oeste-noroeste de Veracruz. Apesar disto as chuvas torrenciais persistiam em toda a área com possíveis acumulações de 3 a 5 polegadas. Em horas da noite, degradou-se a um sistema de baixa pressão localizando-se a 95 quilómetros ao leste-nordeste da Cidade do México. Barry deixou como saldo três mortos, para perto de dois mil quinhentos danificados e 20.994 casas danificadas em 31 municípios do Estado de Veracruz.

### Tempestade tropical Chantal
A NHC começou a monitorar a 5 de julho uma onda tropical que estava a mostrar sinais de organização, a 885 quilómetros ao sudoeste das ilhas de Cabo Verde. esta onda apresentava uma atividade de chuvas e tempestades elétricas. À medida que deslocava-se para o oeste, as condições eram muito favoráveis para que esta onda se desenvolvesse a um ciclone tropical. a 7 de julho, a onda não estava a mostrar uma circulação fechada de superfície, mas 12 horas mais tarde as imagens de satélite asseguravam que a circulação se estava a formar Nesse mesmo dia, um avião caçafuracões foi a pesquisar à onda tropical; os dados recolhidos asseguraram que uma convecção profunda e uma circulação fechada se tinham definido. Portanto, a NHC classificou a este sistema como a terceira tempestade tropical da temporada, com nome Chantal. Os governos locais nas ilhas de Sotavento emitiram avisos e alertas para afrontar este fenómeno. Horas mais tarde emitiu-se um aviso de tempestade tropical para a República Dominicana, Porto Rico, as Ilhas Virgens e Haiti.
Chantal, depois acelerou para o oeste, e como os ventos de nível alto estavam diminuídos, fizeram que a tempestade se desorganizasse. Já a 10 de julho, a tempestade não mostrava circulação fechada e os seus ventos máximos tinham diminuído. Uma cisalhamento de vento ao oeste fizeram que Chantal se debilite consideravelmente, e uma dorsal bem definida ao norte do centro tinham propiciado que esta ou as suas remanescentes girassem em direcção noroeste e depois ao norte. Um avião de reconhecimento foi a pesquisar à tempestade tratando de localizar o seu centro, e determinou-se que Chantal não possuía circulação fechada.  De modo que a NHC degradou-o às 21:00 UTC de 10 de julho como uma onda tropical; e portanto todos os avisos e alertas sobre este sistema foram descontinuados. Depois este sistema, dissipou-se ao chegar à costa do sudeste dos Estados Unidos. A seu passo pelas Caraíbas, Chantal deixou como consequência a quase 9.000 pessoas evacuadas, 1.591 moradias danificadas dos quais 10 ficaram completamente destruídas e pelo menos dois mortos na República Dominicana.

### Tempestade tropical Dorian
Em 22 de julho, o Centro Nacional de Furacões começou a vigiar uma onda tropical que tinha saído da África. Depois esta se associou com uma baixa pressão superficial e incrementou a sua atividade de chuvas e tempestades elétricas. Nesses momentos as condições ambientais estavam a ser propícias para um desenvolvimento ciclónico, e pensava-se que estas diminuiriam à medida que o sistema se movesse a águas mais frias, em direcção oeste-noroeste. No entanto, apesar destes previsões, o sistema seguia organizando-se, definindo uma circulação fechada e intensificando ainda mais a sua atividade tormentosa. Dia depois as imagens de satélite evidenciaram uma convecção profunda e as suas nuvens concentraram-se e definidas no centro. Baseados nestes dados, a NHC classificou a este sistema como a Depressão tropical Quatro; localizava-se a 500 quilómetros ao oeste-sudoeste das ilhas de Cabo Verde.
Seis horas depois, a depressão tinha organizado as suas bandas nublosas, por isso se classificou como a quarta tempestade tropical, com nome Dorian. No entanto, a 27 de julho, Dorian estava a perder a sua circulação fechada, característico de um ciclone tropical ainda que ainda possui uma vigorosa baixa de nível médio que poderia se ter re-desenvolvido. Apesar disto, a circulação superficial desapareceu definitivamente e portanto foi degradado a uma onda tropical, e que a possibilidade de se regenerar era nulo devido a uma cisalhamento muito persistente e um ar seco na parte média da Atmosfera. No entanto, Dorian regenerou ao leste do estado da Flórida como Depressão tropical no dia 3 de agosto, adquirindo uma melhor convecção nas suas nuvens, ao redor de uma circulação fechada.  Doze horas depois, a depressão degenerou num sistema de remanescentes, localizado a 255 quilómetros ao leste-sudeste de Charleston, Carolina do Sul.

### Tempestade tropical Erin
Erin foi uma tempestade tipo cabo verde, isto é que se formou bem perto das ilhas de Cabo Verde. O seu precursor foi uma onda tropical que saiu do oeste da África, produzindo chuvas e tempestades elétricas. Os ventos de nível alto faziam mais factíveis a formação de um ciclone tropical.  Pensava-se que esta onda se ia mover sobre águas mais frias e ar seco que pudessem evitado uma ciclogêneses, no entanto o sistema seguiu organizando a sua atividade pluviosa e de tempestades elétricas. a 15 de agosto, a NHC começou a emitir avisos sobre a Depressão tropical Cinco, localizado a 130 quilómetros ao sudeste das ilhas de Cabo Verde. O governo de Cabo Verde, como medida de precaução, emitiu um aviso de tempestade tropical para o arquipélago. Horas mais tarde, a depressão intensificou a sua força e converteu-se na Tempestade tropical Erin a 100 quilómetros ao oeste-sudoeste de Ilha Brava Se descontinou os avisos de tempestade tropical devido que Erin se deslocou ao oeste das ilhas, se afastando destas.
Em 16 de agosto, as imagens de satélite indicaram que Erin se debilitou; tomando em consideração que a sua estrutura ciclônica consistia numa espécie de redemoinho de nuvens de nível baixo com um par de áreas pequenas de convecção ao sul e ao leste do seu centro. Estas mudanças obedeciam a factores ambientais como a baixa temperatura superficial do mar.  Portanto a NHC o degradou a uma depressão tropical a 870 quilómetros ao oeste das ilhas de Cabo Verde. Depois, este se degradou a um sistema de remanescentes.

### Tempestade tropical Fernand
Durante a tarde de 23 de agosto, o NHC começou a monitorar uma onda tropical sobre a península de Iucatã. Deslocando ao oeste, as condições atmosféricas eram favoráveis para um desenvolvimento, mas devido à sua proximidade com terra limitou o desenvolvimento da onda. Um área de baixa pressão desenvolveu-se em associação com o distúrbio no seguinte dia e as probabilidades para um desenvolvimento ciclónico foram subsequentemente incrementados. a 25 de agosto, a atividade de chuvas e tempestades elétricas começaram a desenvolver sobre um centro de nível baixo à medida que entrava em contacto com a Baía de Campeche, por isso a NHC lhe deu uma probabilidade de 60%. Logo as imagens de satélite e radares evidenciaram no sistema características ciclónicas, por isso a NHC começou a emitir avisos sobre a Depressão tropical Seis. Duas horas depois, dados do avião caçador de furacões indicaram que se tinham desenvolvido ventos de tempestade tropical cerca do centro, evidenciando o desenvolvimento da Tempestade tropical Fernand, localizado a 45 quilómetros ao leste da cidade de Veracruz.
A tempestade intensificou-se mais, atingindo rajádas de ventos de 117 km/h reportados desde uma estação de observação costeira. Às 04:45 UTC da 26 de agosto, Fernand tocou terra a 40 quilómetros ao oeste-noroeste de Veracruz, com ventos de 85 km/h. Deslocando-se terra adentro, a tempestade começou a debilitar-se enquanto a sua circulação movia-se paralela à costa, com uma área gigantesca de tempestades elétricas. a 26 de agosto, a circulação superficial da tempestade dissipou-se sobre o leste do México.
Agora, ao se desenvolver a tempestade, poucos avisos e alertas foram emitidos. Enquanto era uma depressão tropical a 25 de agosto, um aviso de tempestade tropical foi emitido na costa do Golfo do México desde Veracruz até Tampico, estado de Tamaulipas. Dia depois foi cancelado este aviso na Barra de Nautla, Veracruz. Horas mais tarde, às 15:00 UTC, o aviso de tempestade tropical foi descontinuado à medida que Fernand debilitou-se a depressão tropical. Mais de 200 pessoas no Estado de Veracruz foram evacuados antes que a tempestade chegasse. O maior impacto da tempestade sofreu-a em Veracruz, em onde 13 pessoas morreram por deslizamentos de terra dos quais, nove em Yecuatla, três em Tuxpan e um em Atzalán. Um morto registou-se em Oaxaca, depois que uma pessoa fora arrastada pelas correntes de um rio.

### Tempestade tropical Gabrielle
Durante a tarde de 25 de agosto, o NHC começou a monitorar uma onda tropical sobre o oeste da África de um potencial de desenvolvimento lento num período de 5 dias. Deslocando ao oeste, a onda manteve a sua estrutura desorganizada; ainda assim, esteve-se-lhe dando uma percentagem baixa de desenvolvimento em 48 horas a 29 de agosto. Depois de permanecer desorganizado de maneira breve no Atlântico central devido a ventos fortes e ar seco, condições atmosféricas permitiram que se incrementassem a atividade de chuvas e tempestades elétricas sobre um centro de nível baixo à medida que se acercava às Pequenas Antilhas. Depois de debilitar por umas horas, o sistema começou de novo a desenvolver-se enquanto ingressava ao leste do Mar do Caribe aumentando a percentagem de probabilidade de desenvolvimento segundo a NHC. Dados de um avião caçafuracões nessa tarde, indicaram que se tinha desenvolvido a Depressão tropical Sete.
Depois, uma área pequena de convecção profunda perto, ao nordeste do centro superficial da depressão e outros factores permitiram à NHC nomear a esta depressão como a Tempestade tropical Gabrielle,  localizado a 110 quilómetros ao sul de Ponce, Porto Rico. Doze horas mais tarde, a NHC tinha informado que a estrutura ciclónica de Gabrielle estava muito desorganizado, devido que se encontrava para perto de uma cisalhamento de vento ao oeste da tempestade; por isso Gabrielle se degradou a Depressão tropical. Doze horas depois, Gabrielle dissipou-se sobre a ilha de Ilha de São Domingos, sem uma convecção ciclónica.
Já ao norte das Antilhas Maiores, os remanescentes de Gabrielle estiveram a se reorganizar enquanto deslocava-se ao norte. a 9 de setembro, a atividade dos remanescentes tinha incrementado ao leste do seu centro apesar de que as condições tropicais não eram propícias para uma intensificação, enquanto se localizava a 563 quilómetros ao sul de Bermuda. a 10 de setembro, a baixa pressão continuava intensificando-se e concentrando a sua atividade tormentosa bem perto do centro, ademais que tinha desenvolvido, de novo, uma convecção profunda com um centro de circulação de baixo nível, característico de um ciclone tropical.  Por isso, a NHC começou a continuar com os avisos de Gabrielle enquanto se encontrava a 300 quilómetros ao sul de Bermuda, se emitindo também avisos e alertas de tempestade tropical para as ilhas devido à sua deslocação ao norte a 22 km/h em direcção a estas ilhas. Depois, a tempestade chegou a seu pico máximo de ventos maiores a 95 km/h e uma pressão mínima de 1004 hPa a 90 quilómetros de Bermuda. No entanto, uma cisalhamento na tarde começou a mover a atividade pluviosa ao leste do centro do sistema. A convecção voltou a desenvolver-se em vão, já que o sistema tinha-se degradado a uma depressão tropical. Deslocando ao norte, a atividade tormentosa novamente desenvolveu-se, convertendo-se novamente em tempestade tropical a 12 de setembro. Após manter esta intensidade a 24 horas, as imagens de satélite evidenciaram o debilitamento de Gabrielle a depressão tropical. Gabrielle finalmente dissipou-se a 13 de setembro.

### Depressão tropical Oito
A Depressão tropical Oito formou-se derivado de uma onda tropical que se encontrava sobre a península de Iucatã e Belize, no dia 2 de setembro. Dois dias depois e apesar de que o sistema entrou em contacto com as águas do Golfo do México, a onda se desorganizou. Devido à sua deslocação e por estar localizado na Baía de Campeche, a probabilidade de que se desenvolvesse a um sistema tropical era de 20%. No entanto, a 5 de setembro, a agora baixa pressão incrementou e organizou a sua atividade tormentosa, por isso, um avião caçador de furacões foi a pesquisar à baixa pressão para tratar da analisar mais de perto. Os dados colectados afirmaram que a sua atividade tinha diminuído e não possuía circulação superficial.
Em 6 de setembro, as imagens de satélite e observações superficiais indicaram que a baixa pressão tinha diminuído a sua velocidade de deslocação. Isto permitiu que o sistema estivesse sobre o golfo e que portanto se organizasse melhor; dito isto, a NHC iniciou os avisos sobre a Depressão oito às 18:30 UTC, hora em que a depressão se encontrava tocando terra sobre a cidade de Tampico, estado de Tamaulipas. Depois de umas horas sobre terra, a depressão finalmente dissipou-se sobre as montanhas do norte do México.  Este deixou como resultado chuvas que provocaram inundações em estados como Veracruz e Tamaulipas.

### Furacão Humberto
Humberto, foi o primeiro furacão da temporada de furacões do 2013, três meses após ter-se iniciado a temporada. O seu precursor foi uma onda tropical que tinha saído da costa da África no dia 7 de setembro. Ao sair às águas do Oceano Atlântico leste, as condições favoreciam para um desenvolvimento, por isso a onda ao associar com um área de baixa pressão se organizou, desenvolvendo atividade convectiva, por isso a NHC categorizou a este sistema como a Depressão tropical Nove, enquanto se localizava a 440 quilómetros ao leste-sudeste das ilhas de Cabo Verde. A sua convecção profunda aumentou à medida que deslocava-se ao oeste,  e a 9 de setembro a depressão tinha-se convertido na Tempestade tropical Humberto. Pelas seguintes horas, Humberto seguia adquirindo força, ampliando as suas bandas nublosas, e mostrando intermitentemente um olho sobre o seu centro. Por isso, às 09:00 UTC de 11 de setembro, Humberto converteu-se no primeiro furacão da temporada, atingindo horas depois o seu máximo pico de ventos maiores a 140 km/h e uma pressão mínima de 982 hPa.
O furacão, após deslocar ao oeste-noroeste, tomou um giro para o norte em onde manteve a sua força, até se degradar a tempestade tropical a 13 de setembro. A tempestade seguia debilitando-se rapidamente, e a 14 de setembro a tempestade degenerou num ciclone pós-tropical. Dia após permanecer como um ciclone pós-tropical, uma convecção profunda se desenvolveu sobre o sistema o que supôs a reintensificação de Humberto a tempestade tropical. A deslocação de Humberto foi relativamente lenta por um curto tempo, mantendo a sua intensidade de ventos entre 65 e 75 km/h. Ao deslocar ao norte, Humberto foi-se desorganizando e diminuindo a sua velocidade de ventos até degradar-se em depressão tropical, a 19 de setembro. Às 21:00 UTC desse dia, Humberto finalmente dissipou-se.

### Furacão Ingrid
Ingrid, foi o segundo furacão da temporada. Foi identificado como seu precursor, a Depressão tropical Dez a 12 de setembro quando um avião de reconhecimento informou que o sistema tinha definido um centro de circulação e organizou uma convecção profunda. Sabendo isto, o governo mexicano emitiu uma alerta de tempestade tropical das localidades de Coatzacoalcos até à Barra de Nautla. A convecção incrementou em seu tamanho, ademais que dados do avião caçafuracões mostraram ventos maiores a 45 nós (75 km/h) evidenciaram a formação da Tempestade tropical Ingrid,  enquanto se localizava a 95 quilómetros ao leste-nordeste da cidade de Veracruz. Por isso, o Sistema Nacional de Protecção Civil emitiu um alerta laranja para o estado de Tabasco, e o sul do Estado de Veracruz. Chuvas torrenciais provocados pelo sistema combinados com as bandas nublosas da Tempestade tropical Manuel, começaram a reportar sobre os estados de Chiapas, Guerrero e Oaxaca.
Durante o 14 de setembro, a força de Ingrid esteve a se intensificar, até chegar a converter num furacão de categoria 1, segundo da temporada. Isto se toma em que um olho em seu centro tinha estado presente intermitentemente,  por isso o governo mexicano mudou todos os avisos de tempestade a avisos de furacão. Por sua vez, o serviço de Protecção Civil começou a evacuar aos povoadores das zonas em que Ingrid tocaria terra. No estado de Tamaulipas, tinham-se evacuado às pessoas que se encontravam vivendo em zonas de alto risco dos municípios de Altamira e Soto a Marina. Enquanto em Chiapas e em San Luis Potosí tinham evacuado para evitar os efeitos do ciclone. a 15 de setembro, Ingrid esteve a se deslocar de forma lenta para o noroeste com altibaixos na sua intensidade, sabendo que o seu pico máximo de intensidade foi de 140 km/h com uma pressão mínima de 987 hPa.
Às 12:00 UTC de 16 de setembro, Ingrid tocou terra cerca da localidade de La Pesca, como consequência este se debilitou a tempestade tropical. Isto ocorreu quinze horas depois que Manuel tocasse terra ao norte de Manzanillo. A associação destes dois ciclones propiciaram chuvas torrenciais que provocaram inundações, deslizes e ventos fortes nos estados mexicanos de ambas costa. a 16 de setembro pela tarde, Ingrid degradou-se a depressão tropical Apesar que a convecção de Ingrid tinha aumentado, não serviu o suficiente devido que a depressão já estava a entrar em contacto com a Sierra Madre Oriental. Então Ingrid, às 09:00 UTC da 17 de setembro, dissipou-se sobre as montanhas do norte do México; apesar disto, as chuvas persistiam provocando acumulações máximas de 10 a 15 polegadas.

### Tempestade tropical Jerry
O precursor de Jerry foi um área elongada de distúrbio tropical no Atlântico norte central, que esteve a ser vigiada pela NHC desde o 26 de setembro. Esperava-se que a baixa se desenvolvesse pouco como estava próximo de um canal de nível alto.  Horas mais tarde, dados de intensidade de ventos derivados de satélite indicaram a presença de uma área pequena de baixa pressão. Um lento desenvolvimento ocorreu 24 horas depois, com a formação de uma convecção profunda sobre o seu centro, a 28 de setembro pela tarde. Dito isto, a NHC atribuiu a este distúrbio como a Depressão tropical Onze, localizado a 1.540 quilómetros ao leste-nordeste das ilhas de Barlavento.
Durante as seguintes horas, a depressão teve problemas na sua organização: o seu centro de nível sob não estava bem definido, a sua convecção profunda se encontrava limitado por uns clústeres de chuvas e tempestades elétricas ao norte do centro e uma banda nubosa estreita ao leste do sistema. a 30 de setembro, A depressão converteu-se na Tempestade tropical Jerry a 1.935 quilómetros ao leste-sudeste de Bermuda.  Esta afirmação baseia-se em que a convecção profunda se fez persistente, e as imagens visíveis de satélite indicaram que o centro de nível baixo se encontrava no extremo oeste da área principal de convecção. Apesar disto, uma cisalhamento de vento vertical ao oeste e noroeste da tempestade ia continuar afectando negativamente à tempestade durante os dias seguintes. Antes de que sucedesse isto, Jerry chegou ao seu máximo pico de intensidade, com ventos maiores a 85 km/h e uma pressão mínima de 1005 hPa. Depois disto, as condições se puseram muito hostis para uma intensificação, pelo que Jerry se debilitou,  ademais que a sua velocidade de deslocação diminuiu até ao ponto de não se mover. a 3 de outubro Jerry degradou-se a depressão tropical, enquanto encontrava-se localizado a 1.660 quilómetros ao oeste-sudoeste das ilhas Açores, mostrando ventos de 55 km/h e pressão de 1010 hPa. Às 21:00 UTC, apesar de ter convecção profunda, Jerry foi classificado como um sistema de remanescentes e horas mais tarde, ao entrar em águas frias se dissipou.

### Tempestade tropical Karen
Em 3 de outubro, um avião caçafuracões reconheceu a Tempestade tropical Karen, ao norte da península de Iucatã. Evidenciando em que a sua pressão mínima foi medida em 1004 hPa e que mostrava uma circulação fechada com ventos cerca de 65 km/h, cerca do seu centro. A sua convecção profunda estava mais prominente ao norte e leste do seu centro devido a uma cisalhamento de vento ao sudoeste Devido a isto,e a sua deslocação em direcção norte, avisos e alertas de tempestade tropical e vigilância de furacão foram emitidas nas cidades da costa do golfo dos Estados Unidos.  Ainda que, devido à cisalhamento, sua estrutura e intensidade ciclónica têm estado afectadas durante as seguintes horas da sua formação. Horas mais tarde, a NHC decidiu descontinuar a vigilância de furacão, devido que o sistema se encontrava desorganizado e que tinha baixa possibilidade de se converter em furacão; além de que a sua convecção profunda se estava a dissipar pela entrada de ar seco e a cisalhamento de vento. Por conseguinte, Karen debilitou-se a depressão tropical temporão, a 6 de outubro, desorganizando-se até dissipar-se doze horas depois. Por isso, a NHC decidiu suspender os avisos e alertas sobre este sistema.

### Tempestade tropical Lorenzo
O precursor de Lorenzo foi um área de baixa pressão relativamente débil que começou a ser vigiado pela NHC no dia 21 de outubro enquanto se localizava a 1.006 quilómetros ao sudeste de Bermuda. Pensava-se que esta baixa não se ia desenvolver devido que os ventos de nível alto propiciavam condições infavoráveis. No entanto, durante as 12 horas seguintes, o sistema organizou-se e converteu-se numa depressão tropical com designação: Treze, enquanto localizava-se a 1.045 quilómetros ao leste-sudeste de Bermuda. Às 21:00 UTC, a NHC declarou a formação da Tempestade tropical Lorenzo, tomando em conta que a sua convecção se tinha definido e se registaram ventos de 34 nós (uns 65 km/h) ao leste do centro.
Depois, o sistema esteve a incrementar a sua convecção profunda atingindo, a 22 de outubro, o seu máximo pico de intensidade de ventos de 85 km/h e uma pressão mínima de 1000 hPa. Com isto, se pôs fim à tendência organizativa deste sistema, devido por uma parte a uma cisalhamento de vento ao noroeste e o movimento para águas mais frias. Então, a organização de nuvens diminuiu mostrando a sua convecção ao sudeste do seu centro de circulação de nível baixo; às 03:00 UTC da 24 de outubro, Lorenzo foi degradado a depressão tropical. Às 15:00 UTC desse dia, o sistema foi degradado a um ciclone postropical.

### Tempestade tropical Melissa
O precursor de Melissa, um área de baixa pressão não tropical, começou a ser vigiado pela NHC a 16 de novembro, enquanto se localizava a uns centos de milhas ao sudeste de Bermuda. Durante os seguintes dias, a NHC esteve a vigiar ao sistema que se encontrava localizado em condições que paulatinamente se fizeram mais favoráveis para o seu desenvolvimento. a 18 de novembro, o sistema adquiriu características subtropicais, isto é, a sua convecção profunda desenvolveu-se cerca de um centro muito definido; ainda que tinha-se desenvolvido dentro deste um anticiclone de saída, ademais que o sistema possuía uma área extensa de ventos fortes.  Por isto, a NHC designou a este sistema como a Tempestade subtropical Melissa, formado a 1.120 quilómetros ao leste-sudeste de Bermuda.
Ainda que difusa num princípio, a formação de saída anticiclônica de nível superior e da atividade tormentosa persistente cerca do centro marcou a transição a uma tempestade tropical às 15:00 UTC da 20 de novembro. Apesar de estar localizado sobre águas muito frias, cujas temperaturas eram de 21 °C, as bandas nublosas persistiram cerca do centro, e a tempestade atingiu o seu pico de intensidade de ventos de 100 km/h num minuto com uma pressão mínima de 980 hPa a 21 de novembro. A sua convecção profunda desapareceu horas mais tarde, implicando a sua transição a ciclone postropical às 03:00 UTC da 22 de novembro.

### Tempestade subtropical sem nome
Este sistema foi designado como ALO15 numa análise publicada a 11 de fevereiro de 2014. O seu historial meteorológico explica-se a como segue: A inícios de dezembro, uma baixa de magnitude alta estacionou-se ao sul de uma dorsal no nordeste do oceano Atlântico. A 3 de dezembro, uma tempestade extratropical formou-se a 260 quilómetros ao sul dos Açores. Com a presença da dorsal ao norte, o sistema apresentou circulação ciclónica em direcção ao sul. Amplificado por uma baixa de magnitude alta ao oeste, a tempestade produziu uma amplia área de ventos de força galerna, atingindo ventos medidos num minuto de 100 km/h. A 4 de dezembro, os ventos começaram a diminuir. Com a presença de uma cisalhamento de vento débil e temperatura superficial do mar de 22 graus Celsius, o sistema desenvolveu um área de convecção cerca do seu centro. Ao redor das 18:00 UTC da 4 de dezembro, o Centro Nacional de Furacões afirmou no "Tropical Weather Outlook" que era possível um desenvolvimento adicional apesar de condições infavoráveis. Às 00:00 UTC de 5 de dezembro, os sistemas frontais adjacentes dissiparam-se e a convecção do sistema fez-se mais prominentes, enquanto o seu centro iniciou a aquecer-se contíguo a uma baixa de magnitude alta. Baseado nestas observações, estimou-se que o sistema tinha adquirido características subtropicais a esse tempo com ventos num minuto de 85 km/h. Enquanto o sistema permanecia activo nesse tempo, a NHC o tinha considerado como uma baixa pressão não tropical, mas com esta análise refuta o considerado em dezembro.
Depois de converter numa tempestade subtropical, o sistema girou ao norte devido à presença de um sistema de magnitude alta ao oeste. O campo de ventos gradualmente diminuiu enquanto a convecção organizou bandas pluviosas débis. Já afastado da baixa de magnitude alta, a tempestade adquiriu mais características tropicais, ainda que era incapaz de completar essa transição. A 6 de dezembro, a tempestade girou ao leste baixo a influência de um fluxo de nível alto, o qual incremento a presença de outra cisalhamento vertical de vento. A sua circulação foi exposta da sua convecção, quase parecido a uma tempestade tropical influenciada por um cisalhamento, antes que as tempestades elétricas se dissipassem. Depois de girar ao norte, a tempestade debilitou-se mais dévido ao entrar em contacto com águas mais frias, degenerando num sistema de remanescentes a 7 de dezembro. A tempestade debilitada produziu ventos de 55 km/h na ilha Santa Maria nos Açores, com rajádas de 87 km/h. Horas mais tarde, a circulação degenerou numa baixa pressão a 180 quilómetros ao sul do arquipélago.

## Nome dos ciclones tropicais
| Oceano Atlântico                                                 | Oceano Atlântico                                                            | |
| ---------------------------------------------------------------- | --------------------------------------------------------------------------- | --- |
| - Andrea - Barry - Chantal - Dorian - Erin - Fernand - Gabrielle | - Humberto - Ingrid - Jerry - Karen - Lorenzo - Melissa - Nestor (Sem Usar) | - Olga (Sem Usar) - Pablo (Sem Usar) - Rebekah (Sem Usar) - Sebastien (Sem Usar) - Tanya (Sem Usar) - Van (Sem Usar) - Wendy (Sem Usar) |

Os ciclones tropicais são fenómenos que podem durar desde umas quantas horas até um par de semanas ou mais. Por isso, pode ter mais de um ciclone tropical ao mesmo tempo e numa mesma região. Os prognosticadores meteorológicos atribuem a cada ciclone tropical um nome de uma lista predeterminada, para identificá-lo mais facilmente sem confundí-lo com outros. A Organização Meteorológica Mundial (OMM) tem designado centros meteorológicos regionais especializados a efeitos de monitorar e nomear os ciclones.
Os seguintes nomes foram usados para os ciclones tropicais que se formaram na bacia do Atlântico Norte no 2013. Os nomes não usados estão marcados com cinza, e os nomes em negrito são das tempestades formadas. Os nomes retirados, se for o caso, serão anunciados pela Organização Meteorológica Mundial na primavera do 2014. Os nomes que não foram retirados serão usados de novo na temporada de 2019. Esta é a mesma lista usada na temporada do 2007, a excepção de Dorian, Fernand, e Nestor, os quais substituíram a Dean, Felix e Noel respectivamente.

### Nomes retirados
A 10 de abril de 2014, durante a XXXVI sessão da RA V Hurricane Committee da Organização Meteorológica Mundial, o nome de Ingrid foi retirado devido aos custosos danos e perdidas humanas que tinha provocado. Foi substituído por Imelda na temporada de 2019.

## Energia ciclônica acumulada
A tabela à esquerda mostra a Energia ciclônica acumulada (ACE, pelas suas siglas em inglês) para cada tempestade na temporada. O ACE é uma medida da energia do furacão multiplicado pela longitude do tempo em que existiu; as tempestades de longa duração, bem como furacões particularmente fortes, têm ACE alto. O ACE calcula-se somente a sistemas tropicais que excedem os 34 nós (39 mph, 63 km/h), ou seja, força de tempestade tropical.
| 1  | 8,9375 | Humberto |  | 2            | 4,9000       | Ingrid       |              |              |              |              |              |              |              |              |              |              |              |
| 3  | 3,4725 | Melissa  |  | 4            | 2,5725       | Dorian       |              |              |              |              |              |              |              |              |              |              |              |
| 5  | 2,4800 | Chantal  |  | 6            | 2,2675       | Karen        |              |              |              |              |              |              |              |              |              |              |              |
| 7  | 1.9450 | Jerry    |  | 8            | 1,8150       | Gabrielle    |              |              |              |              |              |              |              |              |              |              |              |
| 9  | 1,6200 | Lorenzo  |  | 10           | 1,6175       | Andrea       |              |              |              |              |              |              |              |              |              |              |              |
| 11 | 1,5450 | Erin     |  | 12           | 0,7625       | Barry        |              |              |              |              |              |              |              |              |              |              |              |
| 13 | 0,6550 | Fernand  |  | 14           | 0            | 08L          |              |              |              |              |              |              |              |              |              |              |              |
| 15 | 1,5300 | ALO15    |  | Total: 36,12 | Total: 36,12 | Total: 36,12 | Total: 36,12 | Total: 36,12 | Total: 36,12 | Total: 36,12 | Total: 36,12 | Total: 36,12 | Total: 36,12 | Total: 36,12 | Total: 36,12 | Total: 36,12 | Total: 36,12 |